# B22L自行防空炮
B22L自行防空炮，又稱B22L防空坦克（德語：35 mm Flab Panzer B22L）是瑞士Pz68主戰坦克的衍生型，在經過修改的車體上，改為裝上類似德國獵豹式防空坦克的炮塔，炮塔的兩側各有一門瑞士國產歐瑞康35毫米口徑KD機炮。
B22L自行防空炮於1978年由康特拉弗斯公司研製，1979年4月推出樣車，兩輛樣車曾經裝備瑞士陸軍，不過沒有大量生產。

## 基本資料
- 乘員：3人（車長、炮手和駕駛）
- 車長：7.48公尺
- 車闊：3.33公尺
- 車高：3.14公尺
- 重量：46噸
- 最快速度：52公里/小時
- 續航距離：200公里
- 武裝：瑞士國產歐瑞康35毫米口徑KD機炮2門
- 發動機：MTU MB837Ba-500水冷式柴油發動機（660匹馬力）

## 使用國家
- 瑞士